# ديفيد دينسمور (غطاس)
ديفيد دينسمور (بالإنجليزية: David Dinsmore)‏ هو غطاس أمريكي، ولد في 25 مايو 1997 في نيو ألباني في الولايات المتحدة.

## وصلات خارجية
- ديفيد دينسمور على موقع الاتحاد الدولي للسباحة (الإنجليزية)
- ديفيد دينسمور على موقع قاعدة بيانات الغوص IAT (الألمانية)
- ديفيد دينسمور على موقع اللجنة الأولمبية والبارالمبية الأمريكية (الإنجليزية)